# 西米翁·库措夫
西米翁·库措夫（羅馬尼亞語：Simion Cuțov，1952年5月7日—），罗马尼亚男子拳击运动员。他曾代表罗马尼亚参加1976年和1980年夏季奥林匹克运动会拳击比赛，其中1976年奥运会获得一枚银牌。